# Родник Ходжа Марджанлы
Родник Ходжа Марджанлы (азерб. Xoca Mərcanlı bulağı) — расположен в городе Шуша, в квартале Ходжа Марджанлы, около одноимённой мечети. Построен в XVIII веке.. После штурма Шуши 8 мая 1992 года родник находился в запущенном состоянии и в итоге высох.

## История
Шуша, основанная в XVIII веке, была разделена на 17 мехелле (кварталов). В каждом из них были свои мечеть, церкви, родник и хамам (баня). Мехелле Ходжа Марджанлы относится к верхним кварталам и расположен в центре города. Когда закладывался квартал, здесь наряду с мечетью также был построен родник. История квартала переплетена с историей города. 
После перехода в 1992 году Шуши под контроль непризнанной Нагорно-Карабахской Республики родник находился в запущенном состоянии, мечеть и другие постройки квартала были разрушены. Впоследствии родник высох.